# Rue Mennesson-Tonnelier
La rue Mennesson-Tonnelier est une voie de la commune de Reims, située au sein du département de la Marne, en région Grand Est.

## Situation et accès
La rue Mennesson-Tonnelier appartient administrativement au Quartier Laon Zola - Neufchâtel - Orgeval à Reims.

## Origine du nom
Elle porte le nom de Jean Louis Théodore Mennesson-Tonnelier (1789-1875) maire de Reims en 1848-1849.

## Historique
Ancienne « rue du Square-Amélie-Doublié », du nom d'Amélie Doublié, bienfaitrice de la ville, elle prend sa dénomination actuelle en 1887.